# Deutsche Baseballnationalmannschaft
Die deutsche Baseballnationalmannschaft vertritt den Deutschen Baseball und Softball Verband auf internationaler Ebene im Baseball, zum Beispiel im Rahmen von Freundschaftsspielen oder internationalen Turnieren. Ihr größter Erfolg war die Vizeeuropameisterschaft 1957, daneben erreichte sie bei diesem Wettbewerb auch sieben Mal den Bronzerang.

## Geschichte

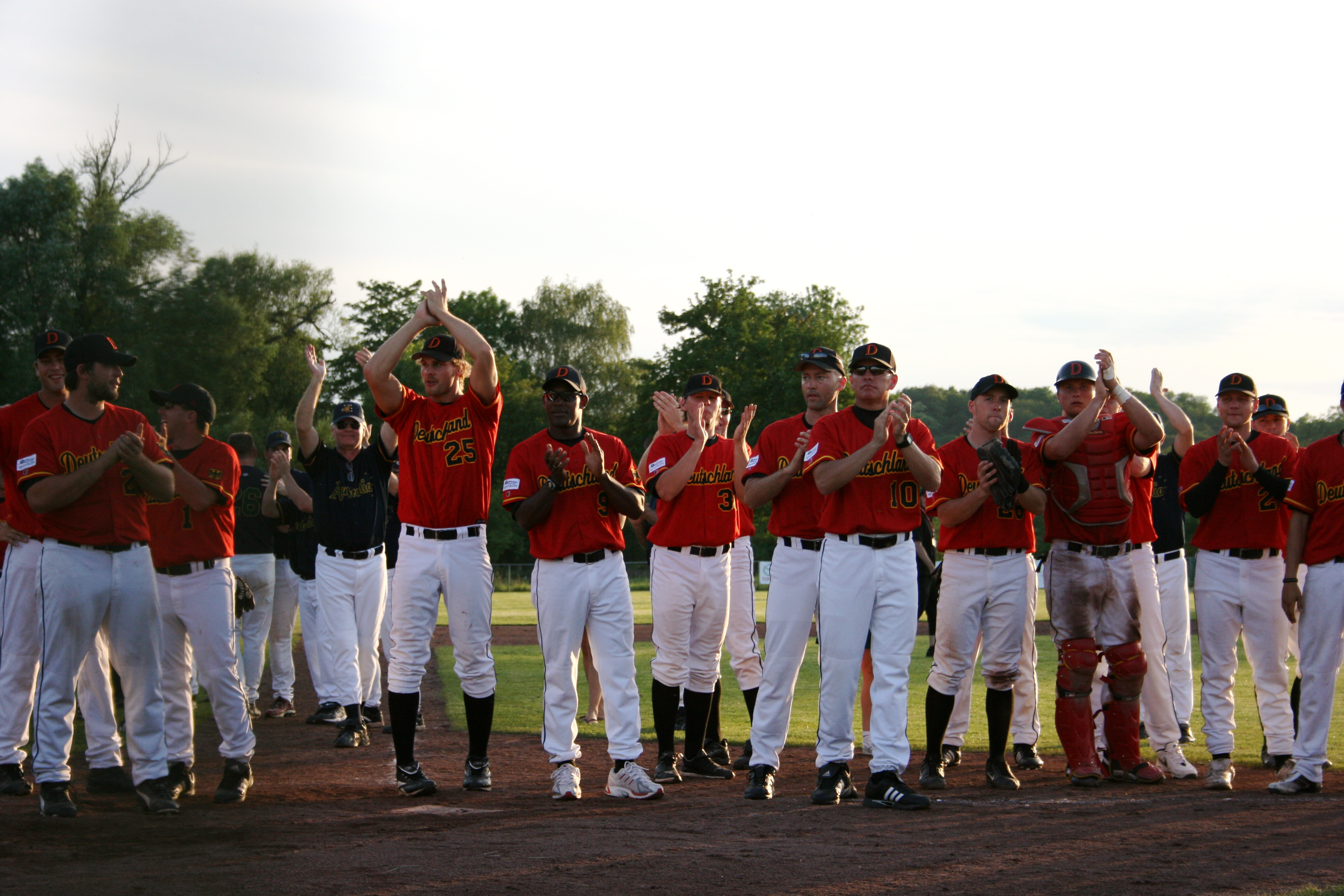
Die deutsche Baseballnationalmannschaft im Juni 2007 nach einem Spiel gegen Australien.

Als Ursprung des professionellen Baseballsports in Deutschland werden meist die Olympischen Sommerspiele 1936 in Berlin gesehen. In deren Rahmen fand am 12. August 1936 ein Demonstrationsspiel zwischen zwei US-amerikanischen Teams – einem "World Champions Roster" und einem "U.S. Olympics Roster" statt. Das Spiel wurde im Olympiastadion in Berlin vor knapp 100.000 Zuschauern ausgetragen.
Der erste öffentliche Auftritt der Nationalmannschaft war bei der ersten Baseball-Europameisterschaft im Jahr 1954. Das Team belegte dabei den letzten Platz unter den vier teilnehmenden Mannschaften. Im Jahr 1957 wurde die Europameisterschaft in Mannheim ausgetragen und die deutsche Nationalmannschaft belegte den zweiten Platz, bis heute ihre beste Platzierung in dem Turnier (Stand: 8. September 2018). 1969 wurde das Turnier in Wiesbaden ausgetragen und Deutschland erreichte den 4. Platz. Insgesamt konnte die deutsche Nationalmannschaft bisher einmal den zweiten, siebenmal den dritten und sechsmal den vierten Platz bei der Europameisterschaft erreichen. 2019 wird die Europameisterschaft in Bonn und Solingen ausgetragen.
Seit 2018 wird als weiteres europäisches Turnier der Super 6 ausgetragen, bei dem die sechs europäischen Top-Mannschaften, gemessen an den EM-Platzierungen im Vorjahr, teilnehmen. Deutschland konnte sich aufgrund der Platzierung als Vierter bei der Baseball-Europameisterschaft 2016 für die erste Ausgabe des Super 6 qualifizieren.
Die erste Teilnahme der deutschen Baseballnationalmannschaft an der Baseball-Weltmeisterschaft fand erst bei der 20. Auflage des jährlich stattfindenden Turniers im Jahr 1972 statt. In den ersten beiden Teilnahmen 1972 und 1973 konnte die Mannschaft kein einziges Spiel des Turniers gewinnen. Auch in den darauffolgenden Jahren konnte das Team nur wenige Erfolge bei den Weltmeisterschaften feiern. Die Baseball-WM wurde schließlich im Jahr 2011 aufgelöst und durch den World Baseball Classic ersetzt, bei dem sich die deutsche Nationalmannschaft bisher noch nie erfolgreich qualifizieren konnte.

## Ergebnisse bei internationalen Turnieren
| A-EM | A-EM               | B-EM | B-EM        |
| Jahr | Platzierung        | Jahr | Platzierung |
| ---- | ------------------ | ---- | ----------- |
| 1954 | 4. Platz           |      |             |
| 1955 | 3. Platz           |      |             |
| 1956 | 5. Platz           |      |             |
| 1957 | 2. Platz           |      |             |
| 1958 | 3. Platz           |      |             |
| 1960 | 4. Platz           |      |             |
| 1962 | 5. Platz           |      |             |
| 1964 | nicht qualifiziert |      |             |
| 1965 | 3. Platz           |      |             |
| 1967 | 3. Platz           |      |             |
| 1969 | 4. Platz           |      |             |
| 1971 | 3. Platz           |      |             |
| 1973 | nicht qualifiziert |      |             |
| 1975 | 3. Platz           |      |             |
| 1977 | nicht qualifiziert |      |             |
| 1979 | nicht qualifiziert |      |             |
| 1981 | nicht qualifiziert |      |             |
| 1983 | nicht qualifiziert | 1984 | 2. Platz    |
| 1985 | nicht qualifiziert | 1986 | 1. Platz    |
| 1987 | 7. Platz           |      |             |
| 1989 | 8. Platz           | 1990 | 2. Platz    |
| 1991 | nicht qualifiziert | 1992 | 1. Platz    |
| 1993 | 7. Platz           |      |             |
| 1995 | 6. Platz           |      |             |
| 1997 | 10. Platz          |      |             |
| 1999 | 10. Platz          |      |             |
| 2001 | 7. Platz           |      |             |
| 2003 | 12. Platz          | 2004 | 1. Platz    |
| 2005 | 4. Platz           |      |             |
| 2007 | 4. Platz           |      |             |
| 2010 | 3. Platz           |      |             |
| 2012 | 4. Platz           |      |             |
| 2014 | 5. Platz           |      |             |
| 2016 | 4. Platz           |      |             |
| 2019 | 6. Platz           |      |             |
| 2021 | 9. Platz           |      |             |

| Jahr | Platzierung   |
| ---- | ------------- |
| 1972 | 16. Platz     |
| 1973 | 11. Platz     |
| 2007 | 14. Platz     |
| 2009 | 17. Platz     |
| 2011 | 15./16. Platz |

| Jahr | Platzierung |
| ---- | ----------- |
| 2018 | 6. Platz    |

## Aktueller Kader
Der Spielerkader wird jeweils vor einer Turnierserie vom Bundestrainer zusammengestellt; dieser Kader umfasst im Regelfall 24 Spieler.
- Nummer: Nennt die Rückennummer des Spielers.
- Name: Nennt den Vor- und Nachnamen des Spielers.
- Position: Nennt die Position, auf der der Spieler bevorzugt eingesetzt wird.
- Verein: Nennt den Verein, für den der Spieler gemeldet ist.

Aktuell ist der Kader zur Baseball-Europameisterschaft 2019 wiedergegeben. Bundestrainer ist seit Anfang 2019 der Belgier Steve Janssen.
Anmerkung: Die Liste ist sortierbar: Nach Anklicken eines Spaltenkopfes wird die Liste nach dieser Spalte sortiert, durch zweimaliges Anklicken wird die Sortierung umgekehrt. Durch Anklicken zweier Spalten hintereinander lassen sich verschiedene Kombination einstellen. Die Liste ist im Standard nach Namen sortiert.
| Nummer | Name                     | Position | Verein                          |
| ------ | ------------------------ | -------- | ------------------------------- |
| 26     | Amon, Pascal             | OF       | Buchbinder Legionäre Regensburg |
| 5      | Bendrien, Maurice        | C        | Untouchables Paderborn          |
| 23/25  | Boldt, Max               | IF       | Mainz Athletics                 |
| 30     | Brenk, Eric              | IF       | Bonn Capitals                   |
| 3      | Cardoso, Marco           | IF       | Untouchables Paderborn          |
| 9      | Grigsby, Logan           | P        | Heidenheim Heideköpfe           |
| 16/14  | Gühring, Simon           | C        | Heidenheim Heideköpfe           |
| 15     | Koch, Sascha             | P        | Bonn Capitals                   |
| 8      | Kotowski, Kevin          | OF       | Mainz Athletics                 |
| 32/50  | Lutz, Donald             | OF       | Cincinnati Reds                 |
| 17/32  | Lutz, Sascha             | OF       | Mannheim Tornados               |
| 35/43  | Márquez-Ramirez, Enorbel | P        | Heidenheim Heideköpfe           |
| 29/36  | Rimmel, Niklas           | P        | Minnesota Twins                 |
| 6      | Schmidt, Alexander       | IF       | Buchbinder Legionäre Regensburg |
| 22/45  | Schüller, Sven           | P        | Los Angeles Dodgers             |
| 4      | Schulz, Philip           | IF       | Heidenheim Heideköpfe           |
| 39     | Solbach, Markus          | P        | Los Angeles Dodgers             |
| 34     | Sommer, Luke             | P        | Heidenheim Heideköpfe           |
| 21/40  | Spann, Julius            | P        | Mannheim Tornados               |
| 11     | Steigert, Samuel         | P        | Neuenburg Atomics               |
| 1      | Steinlein, Lukas         | P        | München-Haar Disciples          |
| 19     | Thieben, Daniel          | P        | Untouchables Paderborn          |
| 31     | Wilhelm, Maurice         | P        | Bonn Capitals                   |
| 12     | Ziegler, Christoph       | IF       | München-Haar Disciples          |

## Bekannte Spieler
| Name          | Position      | Status  | Bemerkung                                                                                   |
| ------------- | ------------- | ------- | ------------------------------------------------------------------------------------------- |
| Max Kepler    | Outfielder    | inaktiv | Spieler bei den Minnesota Twins                                                             |
| Donald Lutz   | First Baseman | inaktiv | ehem. Spieler bei den Cincinnati Reds; erster Deutscher in der MLB                          |
| Sascha Lutz   | Outfielder    | aktiv   | Spieler bei den Heidenheim Heideköpfen; Bruder von Donald Lutz                              |
| Sven Schüller | Pitcher       | aktiv   | erster deutscher Pitcher, der die Triple A erreicht hat; spielt bei den Los Angeles Dodgers |
| Niklas Rimmel | Pitcher       | aktiv   | Spieler bei den Minnesota Twins (Minor League)                                              |

Positionen:
- P – Pitcher; C – Catcher; IF – Infield (1B, 2B, 3B, SS); 1B – First Baseman; 2B – Second Baseman; 3B – Third Baseman; SS – Shortstop; OF – Outfield (Leftfield, Centerfield, Rightfield)